# 谷口かずひと
谷口 かずひと（たにぐち かずひと、1957年9月14日- ）は、日本のラグビーレフリー（審判員）。本名は『谷口和人』。

## プロフィール
- 現役時代のポジションはウィング(WTB)。
- 既婚[2]。

## 略歴
川崎北高校卒業後、早稲田大学に入る。
2003年9月14日、トップリーグ第1節のNECグリーンロケッツ対リコーブラックラムズにてトップリーグでのレフリー初担当。
2015年1月、トップリーグ・リーグ戦レフリー担当100試合達成。